# Topolná
Topolná település Csehországban, a Uherské Hradiště-i járásban. Topolná Mistřice, Kněžpole, Babice, Bílovice, Březolupy, Napajedla, Komárov és Spytihněv településekkel határos. Lakosainak száma 1607 fő (2024. január 1.).

## Népesség
A település lakosságának változását az alábbi diagram mutatja:
| Lakosok száma | 1130 | 1396 | 1556 | 1733 | 1590 | 1562 | 1608 | 1638 | 1530 | 1607 |
|               | 1869 | 1900 | 1921 | 1961 | 1980 | 2011 | 2016 | 2019 | 2021 | 2024 |

## Hírközlés
Topolná határában működik környékünk egyetlen hosszúhullámú rádióadója. Az állomás Brno néven ismeretes. A 270 kHz frekvencián reggel 4-től este 11 óráig a ČRo Radiožurnál műsorát továbbítja két 257 m magas adótoronyból.